# Atlantische Hurrikansaison 1950
Die Atlantische Hurrikansaison 1950 begann offiziell am 15. Juni 1950 und endete am 12. November 1950. Es war die erste Saison, in der den tropischen Zyklonen Namen zugewiesen wurde. Die 1950er Saison war mit 16 Tropenstürmen, von denen sich alle außer fünf zu Hurrikans entwickelten, eine sehr aktive Saison. Insgesamt acht der Wirbelstürme wurden als schwere Hurrikane (Kategorie 3 und höher) eingestuft, bevor eine moderne Reanalyse der National Oceanic and Atmospheric Administration (NOAA) nur sechs als wirklich schwere Hurrikane einstuft.

## Überblick
Vom Beginn der Saison am 15. Juni bis Anfang August blieb der tropische Atlantik auch im Vergleich zu anderen Saisonen bemerkenswert ruhig, wie das U.S. Wetterbüro feststellte. Dies änderte sich am 12. August, als sich der erste tropische Sturm der Saison östlicher der Kleinen Antillen bildete. Der Sturm wurde Hurrikan „Able“ getauft und wuchs sich in den folgenden Tagen zu einem Hurrikan der Stufe 3 aus. In den folgenden vier Wochen entstanden weitere fünf tropische Stürme, die sich zu Hurrikanen der Kategorie 2 oder höher auswuchsen. Der Stärkste war Hurrikan „Dog“, der die Kategorie 4 und Windgeschwindigkeiten bis zu 230 km/h erreichte.
Nach Hurrikan „Fox“ eine rund zwei Wochen dauernde ruhigere Phase, in der sich keine tropischen Stürme entwickelten. Erst mit Hurrikan George, der sich vom 27. September an bildete, wurde der Atlantik wieder aktiver. Insgesamt bildeten sich im Oktober acht weitere Stürme, von denen vier Hurrikanstärke erreichten, sich jedoch nur noch zwei davon zu schweren Hurrikans entwickeln konnten. Mit dem Tropischer Sturm „Sechzehn“, der sich am 12. November auflöste, endete die Hurrikansaison.
Die Tropischen Stürme Mike, Fünfzehn und Sechzehn wurden erst bei einer modernen Reanalyse entdeckt. Außerdem stellte die spätere Untersuchung der Forscher fest, dass mehrere Stürme in der Saison 1950 schwächer waren als gedacht, was zu einem niedrigeren ACE führte, als ursprünglich bewertet.

## Stürme

### Sturmnamen
Verwendet wurden die Namen, Able, Baker, Charlie, Dog, Easy, Fox, George, How, Item, Jig, King, Love und Mike.
Nicht verwendet wurden Nan, Oboe, Peter, Queen, Roger, Sugar, Tare, Uncle, Victor, William, Xray, Yoke und Zebra.